# Панамериканский чемпионат по дзюдо 2016
Панамериканский чемпионат по дзюдо 2016 года прошёл в городе Гавана (Куба) 28-30 апреля.

## Медалисты

### Мужчины
| Категория               | Золото                       | Серебро                    | Бронза                                                             |
| ----------------------- | ---------------------------- | -------------------------- | ------------------------------------------------------------------ |
| Суперлёгкая (до 60 кг)  | Фелипе Китадай · Бразилия    | Серхио Пессоа · Канада     | Хуан Постигос · Перу Эрик Такабатаке · Бразилия                    |
| Полулёгкая (до 66 кг)   | Чарльз Чибана · Бразилия     | Эдуардо Кастильо · Мексика | Антуан Бушар · Канада Анхель Эрнандес · Мексика                    |
| Лёгкая (до 73 кг)       | Артур Маргелидон · Канада    | Алекс Помбо · Бразилия     | Магдиэль · Куба Алонсо Вонг · Перу                                 |
| Полусредняя (до 81 кг)  | Антуан Валуа-Фортье · Канада | Трэвис Стивенс · США       | Виктор Пеналбер · Бразилия Иван Силва · Куба                       |
| Средняя (до 90 кг)      | Тиагу Камилу · Бразилия      | Колтон Браун · США         | Томас Брисеньо · Чили Роберт Флорентино · Доминиканская Республика |
| Полутяжёлая (до 100 кг) | Хосе Арментерос · Куба       | Кайл Рейес · Канада        | Лучано Корреа · Бразилия Марк Дешенес · Канада                     |
| Тяжёлая (свыше 100 кг)  | Рафаэль Силва · Бразилия     | Дэвид Моура · Бразилия     | Хосе Куэвас · Мексика Алекс Мендоса · Куба                         |

### Женщины
| Категория              | Золото                   | Серебро                      | Бронза                                                   |
| ---------------------- | ------------------------ | ---------------------------- | -------------------------------------------------------- |
| Суперлёгкая (до 48 кг) | Сара Менезес · Бразилия  | Паула Парето · Аргентина     | Наталия Брижида · Бразилия Даярис Альварес · Куба        |
| Полулёгкая (до 52 кг)  | Эрика Миранда · Бразилия | Екатерина Гуика · Канада     | Анджелика Дельгадо · США Гретель Ромеро · Куба           |
| Лёгкая (до 57 кг)      | Марти Мэллой · США       | Катрин Бошмен-Пинар · Канада | Анаилис Дорвиньи · Куба Рафаэла Силва · Бразилия         |
| Полусредняя (до 63 кг) | Мариана Силва · Бразилия | Марисет Эспиноза · Куба      | Эстефания Гарсия · Эквадор Стефани Трамблэ · Канада      |
| Средняя (до 70 кг)     | Юри Альвеар · Колумбия   | Келита Зупанчич · Канада     | Мария Перес · Пуэрто-Рико Эльвисмар Родригес · Венесуэла |
| Полутяжёлая (до 78 кг) | Кайла Харрисон · США     | Майра Агиар · Бразилия       | Калиема Антомарчи · Куба Яленнис Кастильо · Куба         |
| Тяжёлая (свыше 78 кг)  | Идалис Ортис · Куба      | Мария Альтеман · Бразилия    | Мелисса Мохика · Пуэрто-Рико Рошель Нуньес · Бразилия    |

## Медальный зачёт
Легенда
 Страна-хозяйка выделена цветом
| Место           | Страна                   | Золото | Серебро | Бронза | Всего |
| --------------- | ------------------------ | ------ | ------- | ------ | ----- |
| 1               | Бразилия                 | 7      | 4       | 6      | 17    |
| 2               | Канада                   | 2      | 5       | 3      | 10    |
| 3               | США                      | 2      | 2       | 1      | 5     |
| 4               | Куба*                    | 2      | 1       | 8      | 11    |
| 5               | Колумбия                 | 1      | 0       | 0      | 1     |
| 6               | Мексика                  | 0      | 1       | 2      | 3     |
| 7               | Аргентина                | 0      | 1       | 0      | 1     |
| 8               | Перу                     | 0      | 0       | 2      | 2     |
| 8               | Пуэрто-Рико              | 0      | 0       | 2      | 2     |
| 10              | Венесуэла                | 0      | 0       | 1      | 1     |
| 10              | Доминиканская Республика | 0      | 0       | 1      | 1     |
| 10              | Чили                     | 0      | 0       | 1      | 1     |
| 10              | Эквадор                  | 0      | 0       | 1      | 1     |
| Всего стран: 13 | Всего стран: 13          | 14     | 14      | 28     | 56    |